# Chmelnytskyj oblast
Chmelnytskyj oblast är ett oblast (provins) i västra Ukraina. Huvudort är Chmelnytskyj. Andra större städer är Netisjyn och Sjepetivka.